# Iglesia de San Juan Bautista (Saucedilla)
La iglesia de San Juan Bautista en Saucedilla, provincia de Cáceres (España) es un templo católico de la diócesis de Plasencia de estilo goticista del siglo XVI, con elementos renacentistas y manieristas.

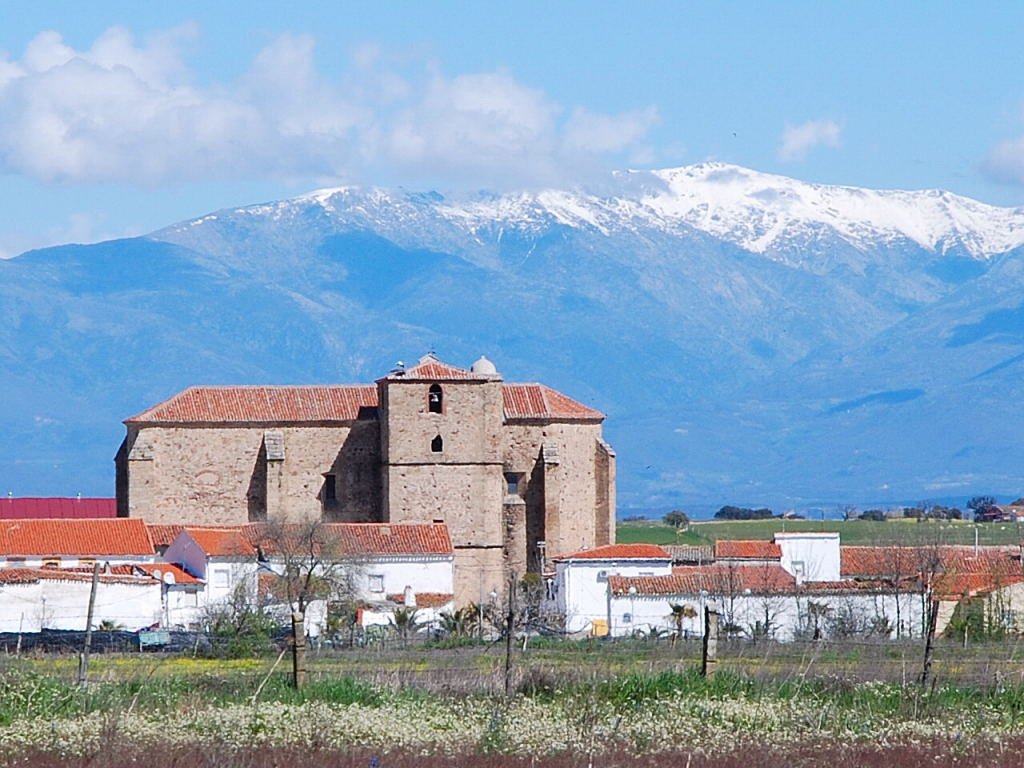
Otra vista de la iglesia

Fue levantado a iniciativa del obispo placentino Gutierre de Vargas Carvajal (1506-1559) y terminado por su sucesor, el obispo Pedro Ponce de León.
Fue declarada Bien de interés cultural (BIC) en 2011.
Gutierre de Vargas encargó al maestro cantero trujillano Sancho de Cabrera (1500?-1574) la proyección, dirección y construcción de un templo de grandes proporciones al tener el obispo perspectivas importantes de desarrollo para Saucedilla.

## Galería de imágenes

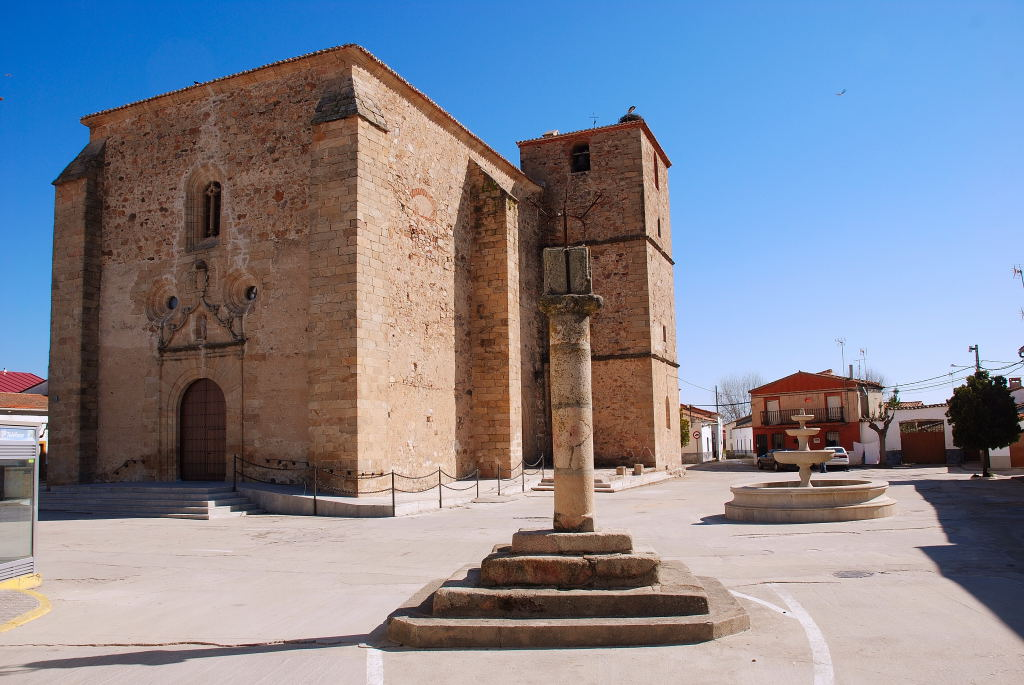
Iglesia, con el rollo en primer plano
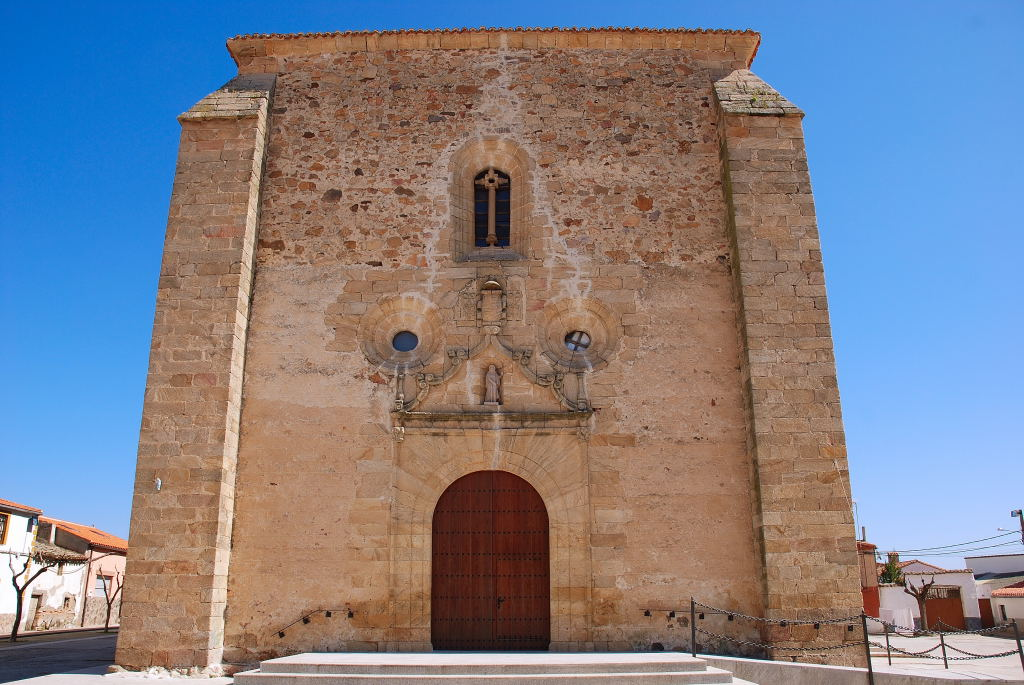
Fachada oeste
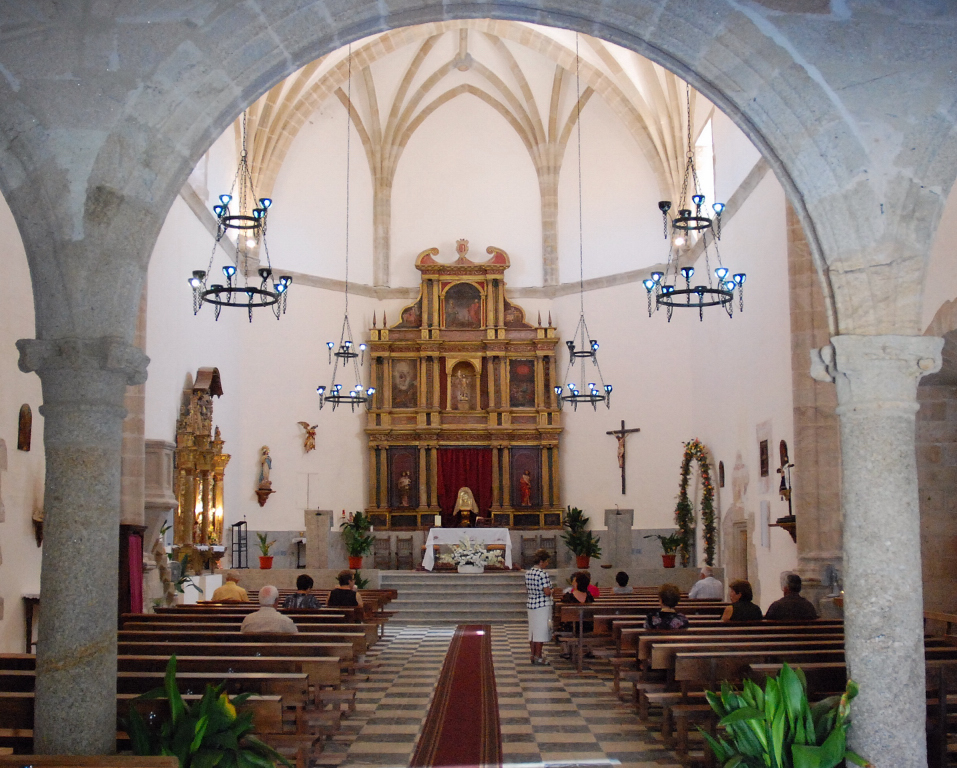
Vista de la nave desde el coro
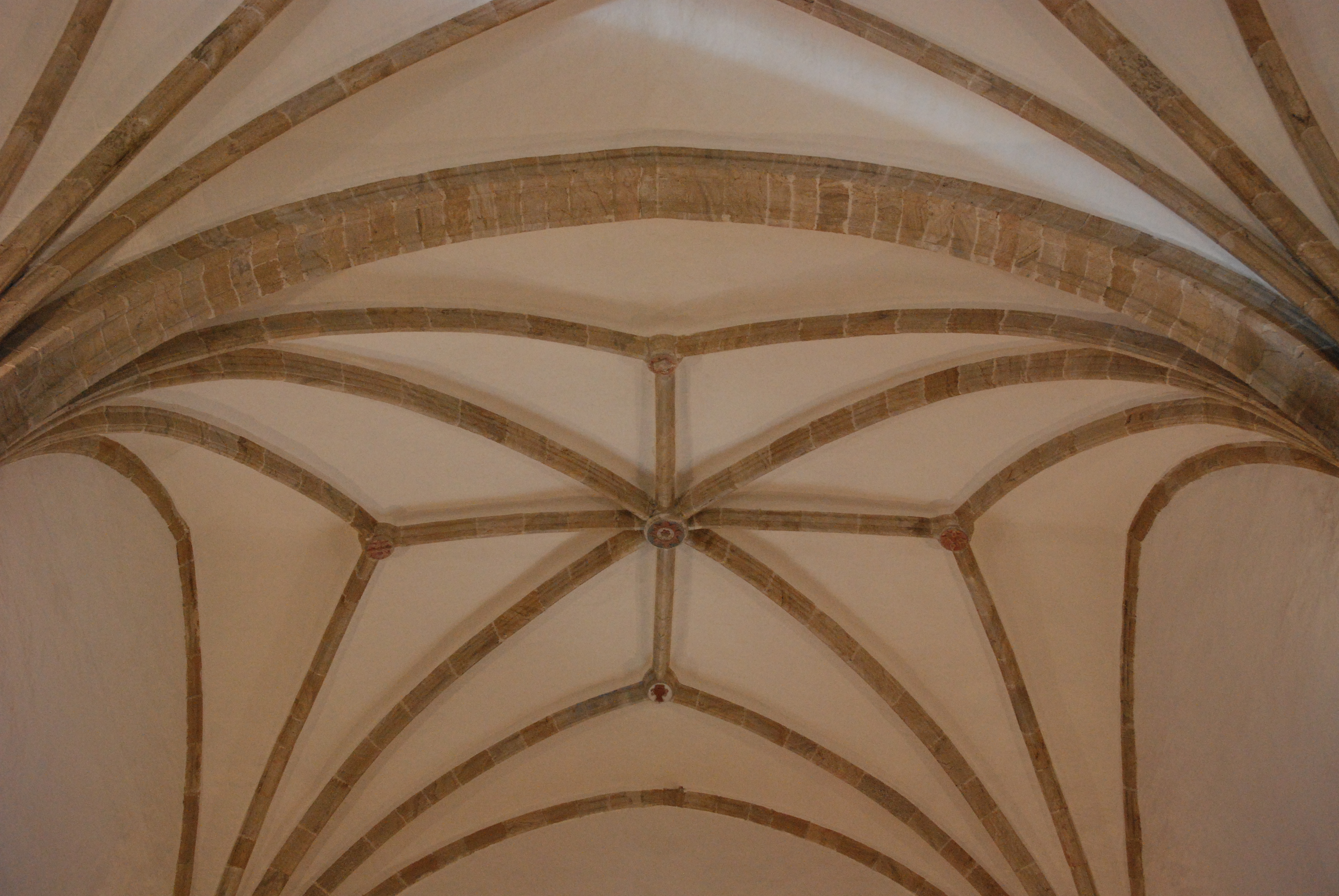
Bóveda con arquería estrellada
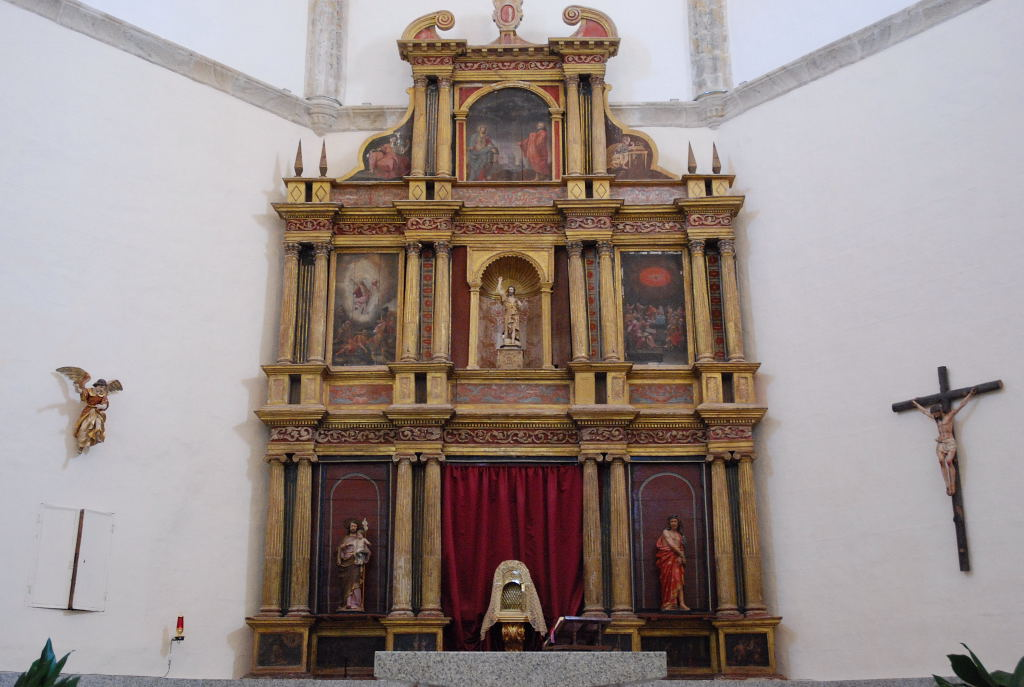
Retablo mayor (sigl. XVII)
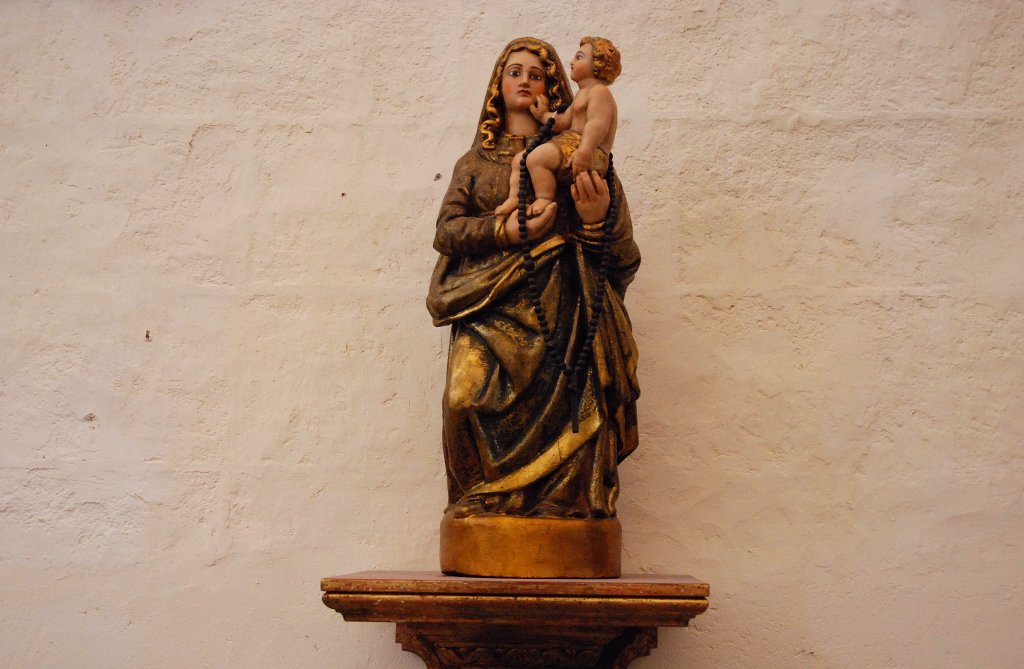
Virgen del Rosario (sigl. XVI)
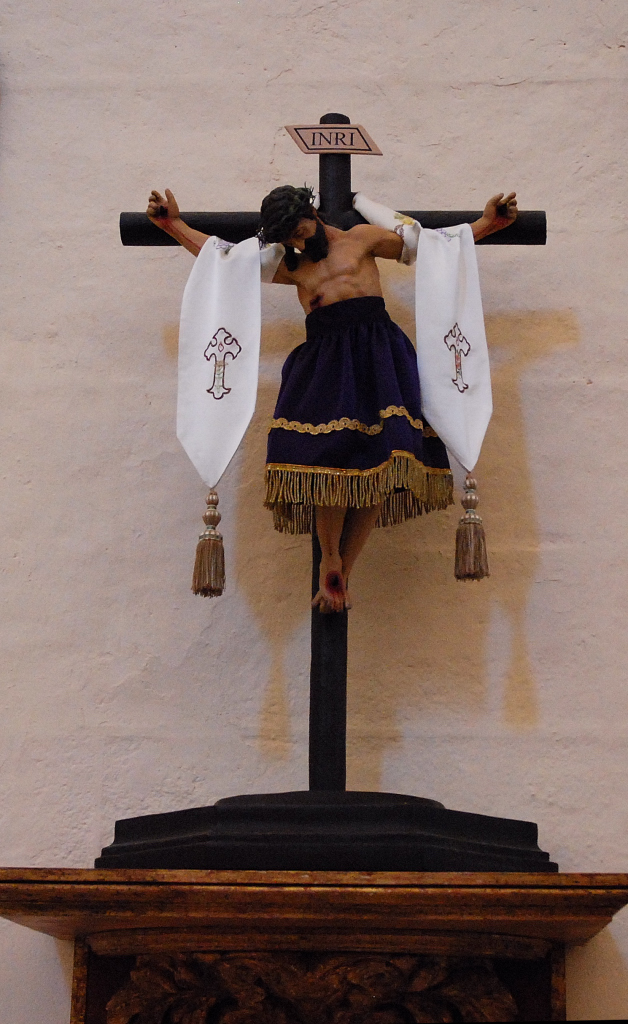
Santo Cristo de la Humildad
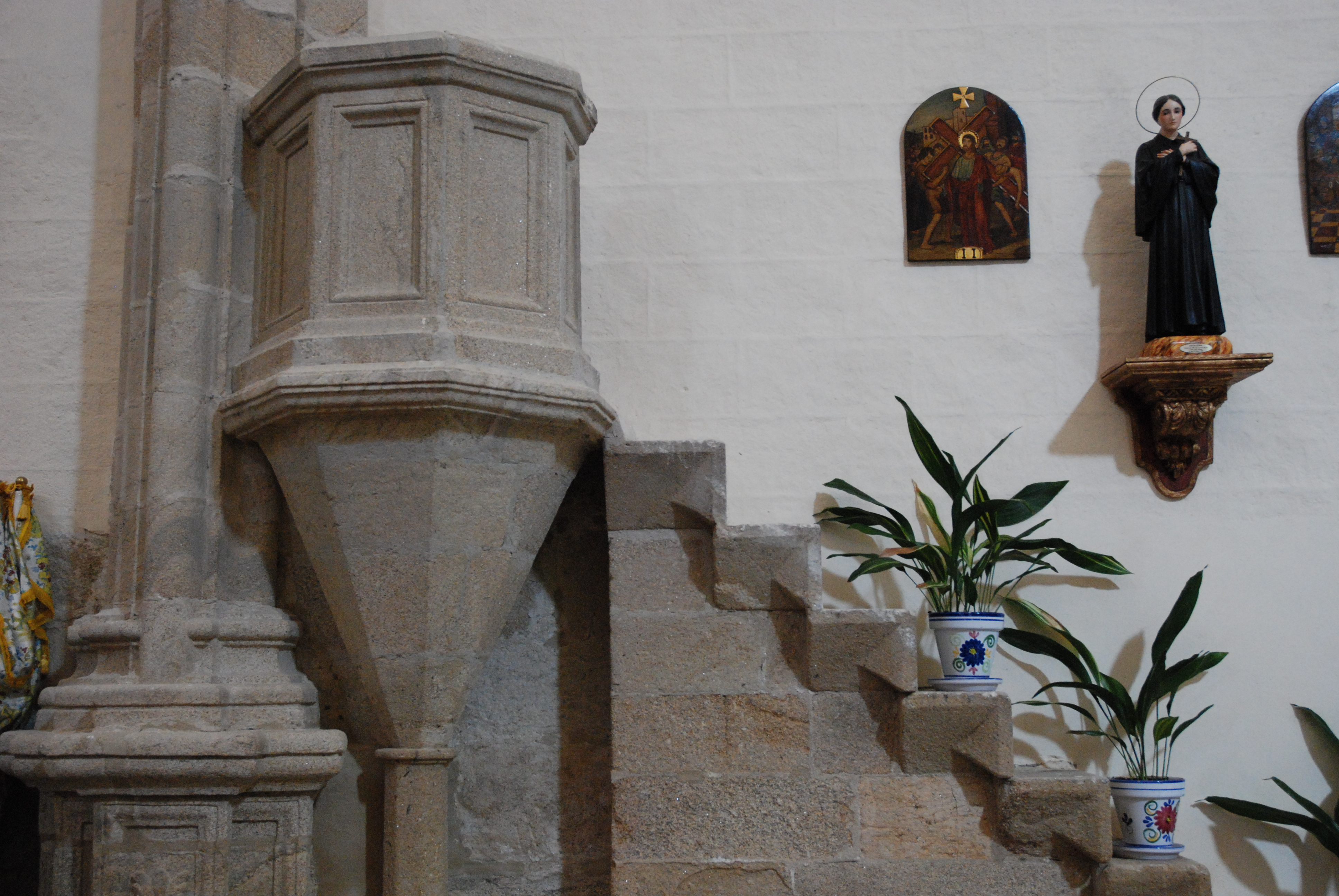
Púlpito (finales sigl. XVI)
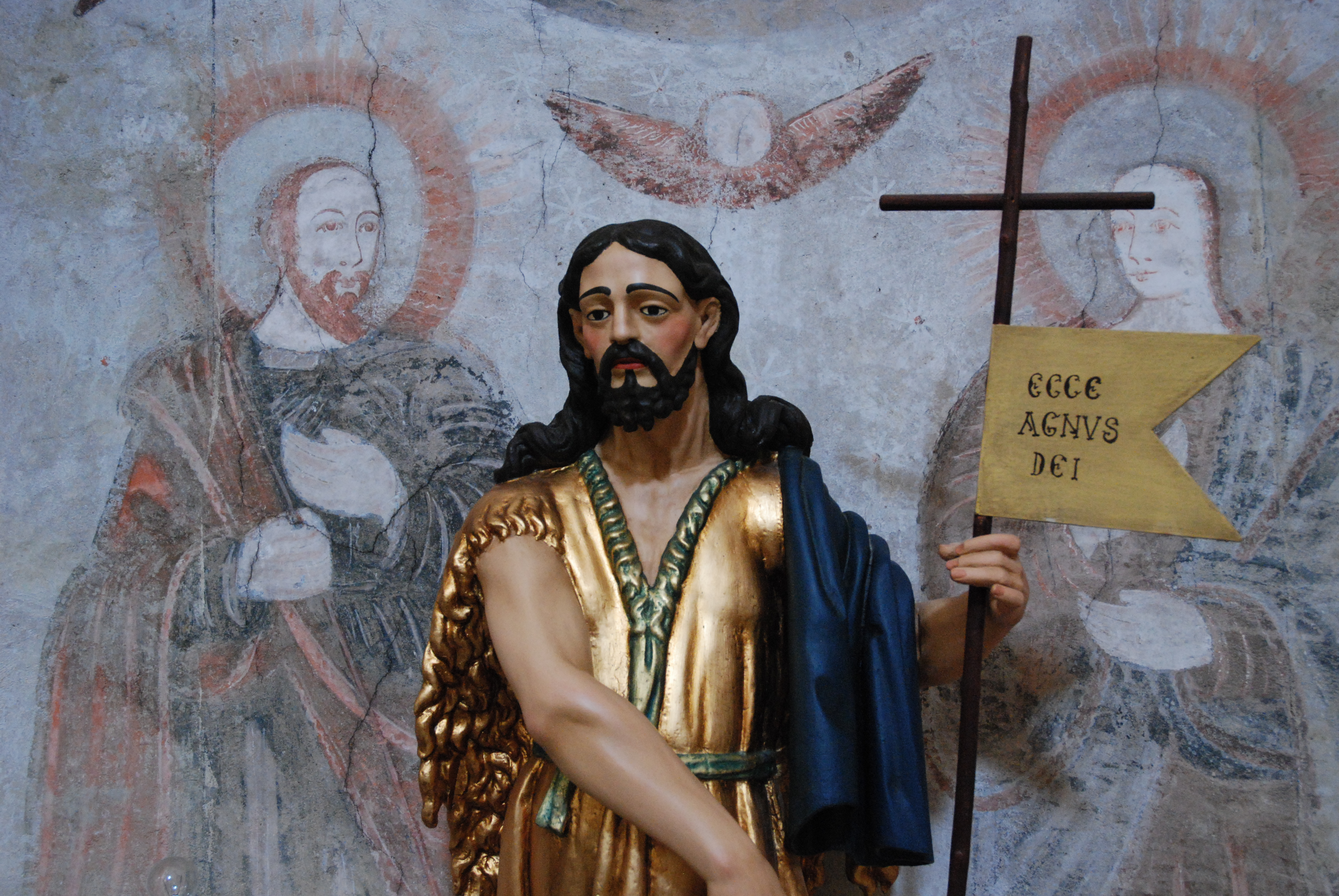
Talla policromada de San Juan Bautista (sigl. XVIII), patrón de Saucedilla
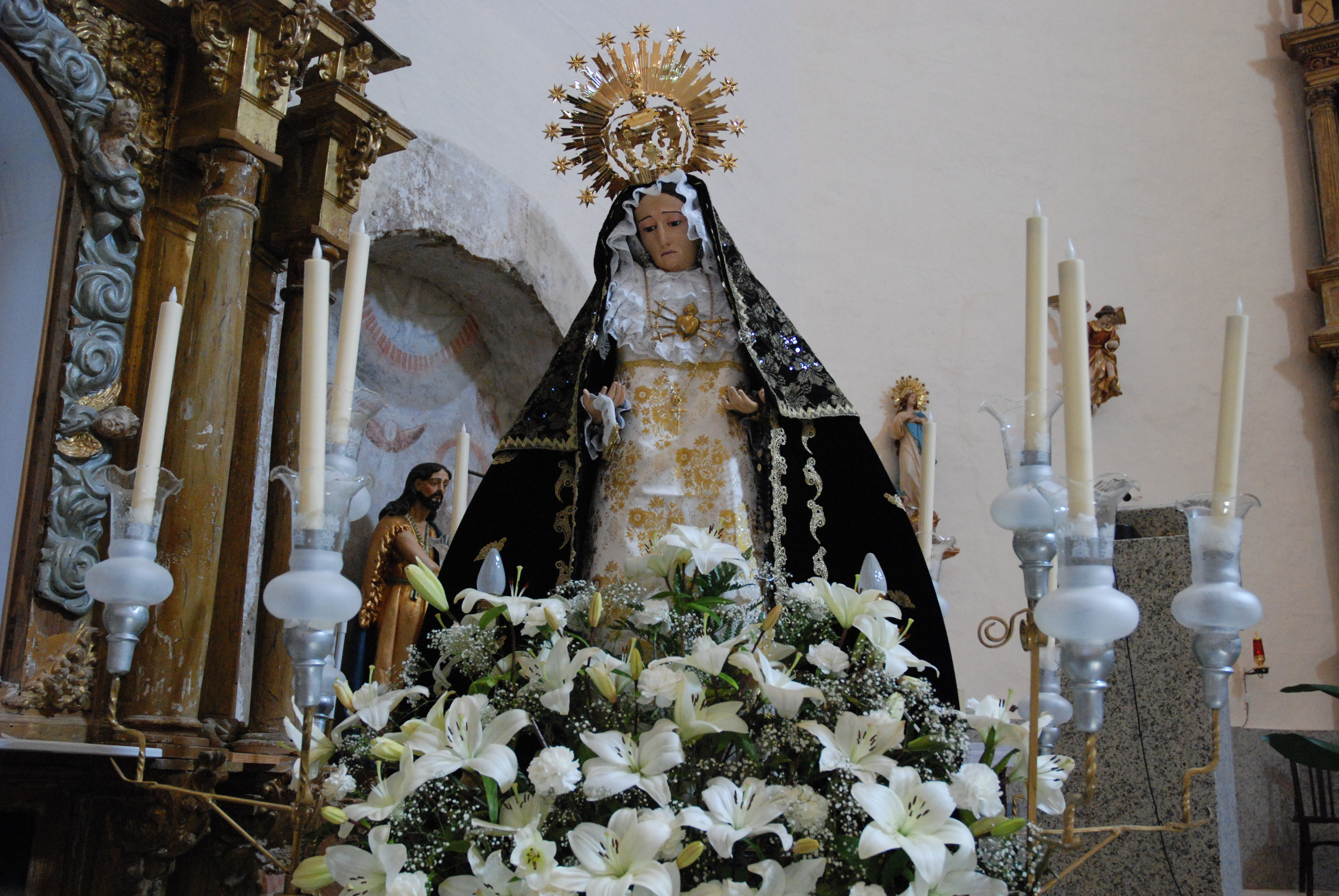
Virgen de los Dolores (sigl. XVIII)

## Arquitectura exterior
El edificio posee la forma de un paralelepípedo quebrado en ochavo en uno de sus extremos, la cabecera o ábside. Para su construcción se utilizó mampostería y sillería de granito en los elementos nobles: estribos, ángulos de la torre, portada, ventanas y cornisas. Tiene tres portadas: la única abierta hasta hace pocos años era la sur. La portada principal, la del oeste, cerrada durante mucho tiempo debido a unas importantes grietas (probablemente originadas por el terremoto de Lisboa de 1755), muestra una exquisita talla de granito y una disposición triangular de elementos manieristas. La entrada es un perfecto arco de medio punto de grandes dovelas enmarcado por finas pilastrillas con capitel plateresco. Encima, un frontón con perfil de volutas encadenadas recoge y culmina con el escudo episcopal de Pedro Ponce de León.

## Interior
La iglesia, de una sola nave, está dividida en cuatro tramos. Todos tienen bóvedas de crucería estrellada que muestra terceletes y ligaduras. El entramado de arcos es de granito. Los arcos perpiaños y los nervios de las bóvedas descansan sobre grandes ménsulas.
- Retablo mayor: entre toda la ornamentación del interior de la iglesia destaca especialmente el retablo mayor de estilo clásico de mediados del siglo XVII.
- Talla policromada de la Virgen del Rosario, de finales del siglo XVI.
- Talla policromada del Santo Cristo de la Humildad, del siglo XVII. Tiene gran devoción en Saucedilla. Ya desde 1798 era patrón del pueblo y se tiene constancia del fervor entre los parroquianos, como recoge algún documento de aquella época. Se encuentra en un altar lateral.
- Talla policromada de la Virgen de los Dolores, del siglo XVIII.
- Píxide (hostiario) de plata del siglo XVI: tanto el obispo Gutierre de Vargas Carvajal como su sucesor Pedro Ponce de León sentían predilección por las obras de platería, promoviendo y favoreciendo en su diócesis la creación de las mismas.